# Motore Stelzer

Motore Stelzer

Il motore Stelzer è un motore a pistoni contrapposti a due tempi proposto da Frank Stelzer. Utilizza pistoni congiunti in una disposizione push-pull che consente un minor numero di parti mobili e una produzione semplificata. Un motore con lo stesso design apparve sulla copertina del numero di febbraio 1969 della rivista Mechanix Illustrated.

## Operazione
Sono presenti due camere di combustione e una camera di precompressione centrale. Il controllo del flusso d'aria tra la camera di precompressione e le camere di combustione è effettuato da bielle a gradini.

## Applicazioni
Le applicazioni previste per il motore includono:
- Un compressore d'aria
- Una pompa idraulica
- Un generatore lineare

## Prototipi
Un prototipo di motore fu presentato a Francoforte nel 1983 e si diceva che Opel fosse interessata. Nel 1982, il governo irlandese ha accettato di pagare la metà del costo di una fabbrica all'aeroporto di Shannon per la produzione dei motori. Un prototipo di automobile con motore Stelzer e trasmissione elettrica fu mostrato a un salone automobilistico tedesco nel 1983.